# Oxygène Tour
Oxygene Tour – europejska trasa koncertowa Jeana-Michela Jarre’a, która odbyła się w 1997 r.

## Program koncertów[1]
1. „Oxygène 7”
2. „Chronologie 6”
3. „Equinoxe 7”
4. „Magnetic Fields 1”
5. „Oxygène 6”
6. „Oxygène 10”
7. „Oxygène 4”
8. „Oxygène 11”
9. „Souvenir of China”
10. „Oxygène 2”
11. „Magnetic Fields 2”
12. „Oxygène 5”
13. „Oxygène 8”
14. „Oxygène 12”
15. „Revolutions”
16. „Equinoxe 4”
17. „Oxygène 13”

## Daty koncertów

### Koncerty letnie w Europie
1. 3 maja: Toulon, Francja – Le Zénith
2. 7 maja: Kopenhaga, Dania – Valbyhallen
3. 9 maja: Sztokholm, Szwecja – Ericsson Globe
4. 10 maja: Norwegia, Oslo – Spektrum
5. 11 maja: Göteborg, Szwecja – Scandinavium
6. 13 maja: Lipsk, Niemcy – Messehalle
7. 14 maja: Berlin, Niemcy – Deutschlandhalle
8. 16 maja: Hamburg, Niemcy – Sportshalle
9. 17 maja: Hamburg, Niemcy – Sportshalle
10. 18 maja: Stuttgart, Niemcy – Schleyerhalle
11. 20 maja: Zurych, Szwajcaria – Hallenstadion
12. 22 maja: Wiedeń, Austria – Wiener Stadthalle
13. 23 maja: Monachium, Niemcy – Olympiahalle
14. 24 maja: Oberhausen, Niemcy – Oberhausen Arena
15. 25 maja: Frankfurt, Niemcy – Frankfust Festhalle
16. 27 maja: Genewa, Szwajcaria – Genove Arena
17. 30 maja: Rotterdam, Holandia – Ahoy Rotterdam
18. 31 maja: Belgia, Bruksela – Forest National
19. 4 czerwca: Glasgow, Szkocja – SECC
20. 6 czerwca: Birmingham, Anglia – NEC
21. 7 czerwca: Manchester, Anglia – Nynex Arena
22. 8 czerwca: Londyn, Anglia – Wembley Arena
23. 9 czerwca: Londyn, Anglia – Wembley Arena
24. 12 czerwca: Kopenhaga, Dania – Valbyhallen
25. 14 czerwca: Oslo, Norwegia – Oslo Spektrum
26. 16 czerwca: Helsinki, Finlandia – Hartwall Arena
27. 21 czerwca: Katowice, Polska – Spodek
28. 22 czerwca: Praga, Czechy – Sportshalle
29. 24 czerwca: Budapeszt, Węgry – Sportshalle
30. 26 czerwca: Mediolan, Włochy – Forum Arena

### Koncerty jesienne we Francji
1. 11 października: Grenoble – Palais des Sports
2. 14 października: Strasburg – Halle Rhénus
3. 15 października: Amneville – Galaxie
4. 16 października: Paryż – Le Zénith
5. 17 października: Lille – Le Zénith
6. 18 października: Caen – Le Zénith
7. 20 października: Orlean – Le Zénith